# Анкевен
Анкевен (нід. Ankeveen) — село в нідерландській провінції Північна Голландія. Входить до муніципалітету Вейдемерен.
Його площа становить 8,61 км², а населення станом на 2021 рік складало 1 530 осіб.
Перша згадка про населений пункт датується 1344 роком.
До 1966 року мало статус окремого муніципалітету.

## Галерея

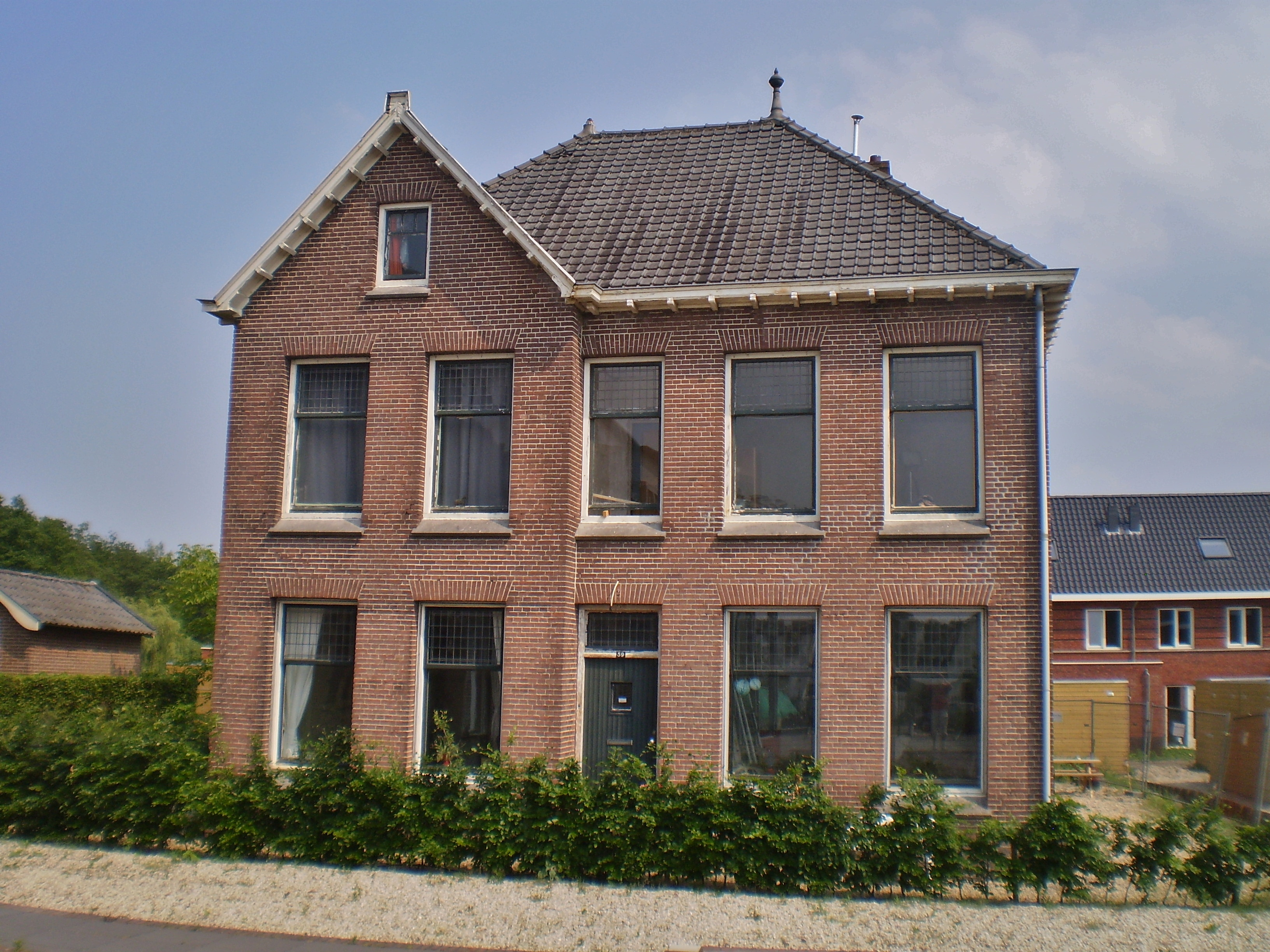
Будинок почту
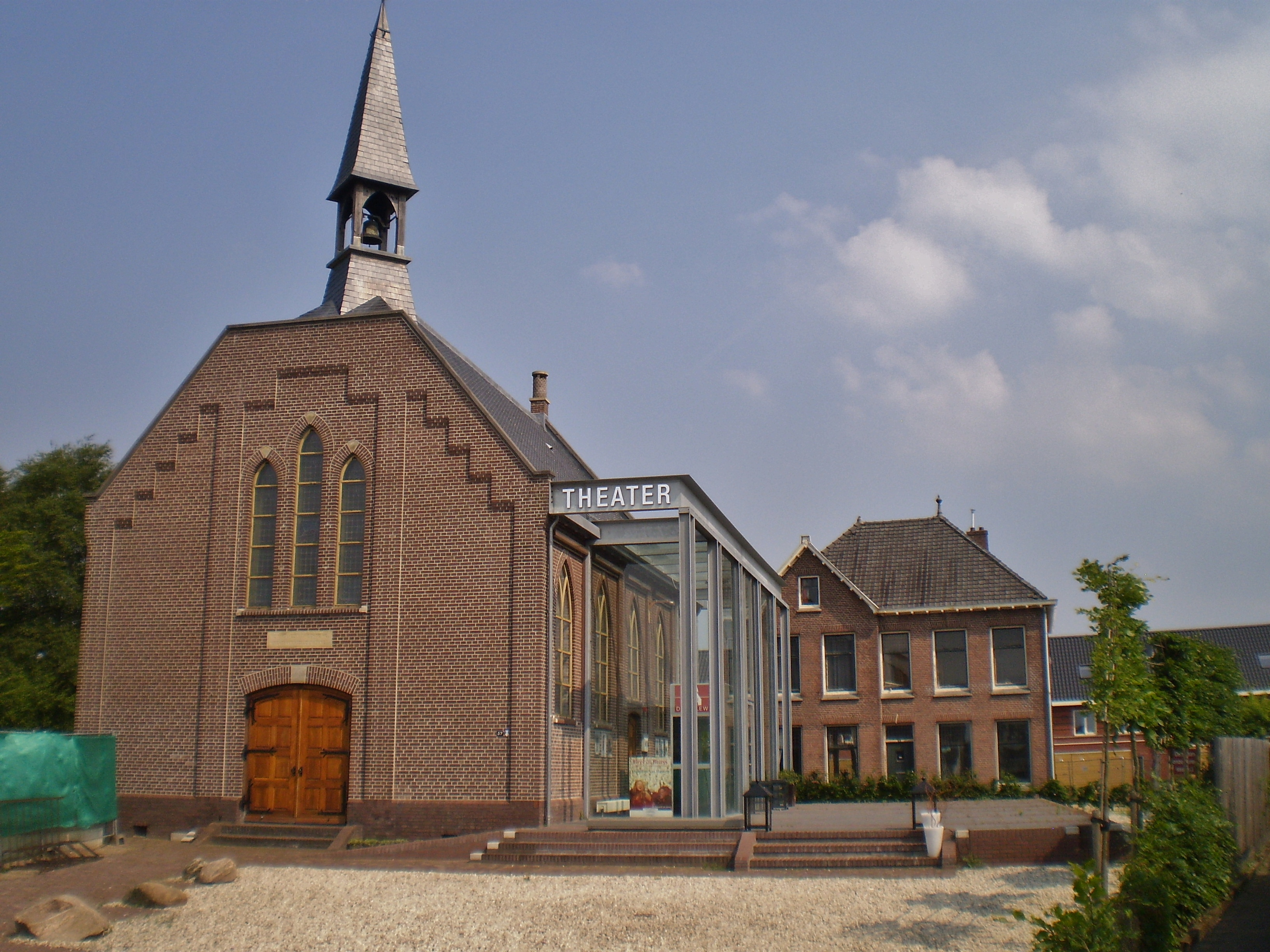
Театр у приміщенні колишньої церкви
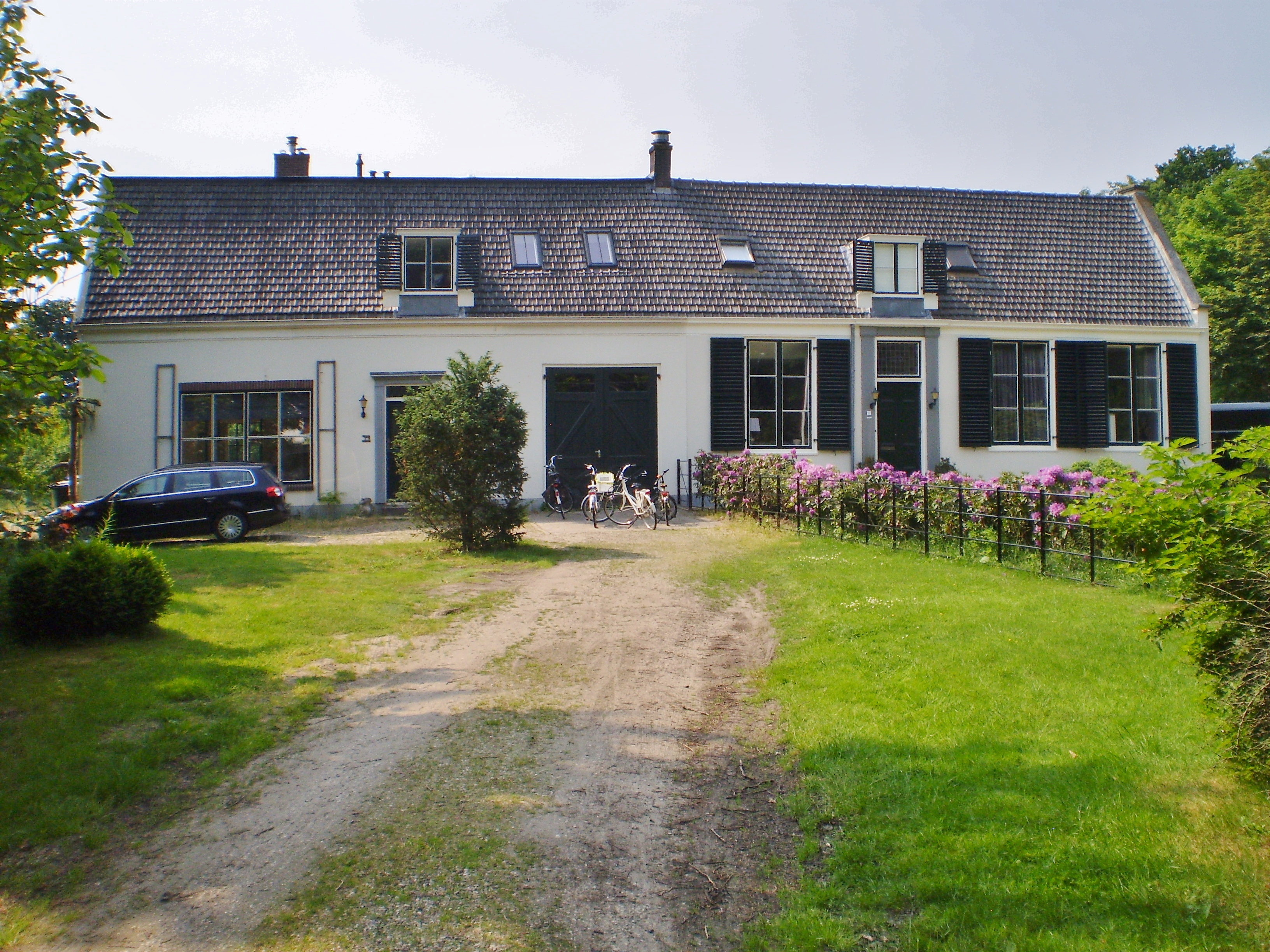
Будинок в Анкевені
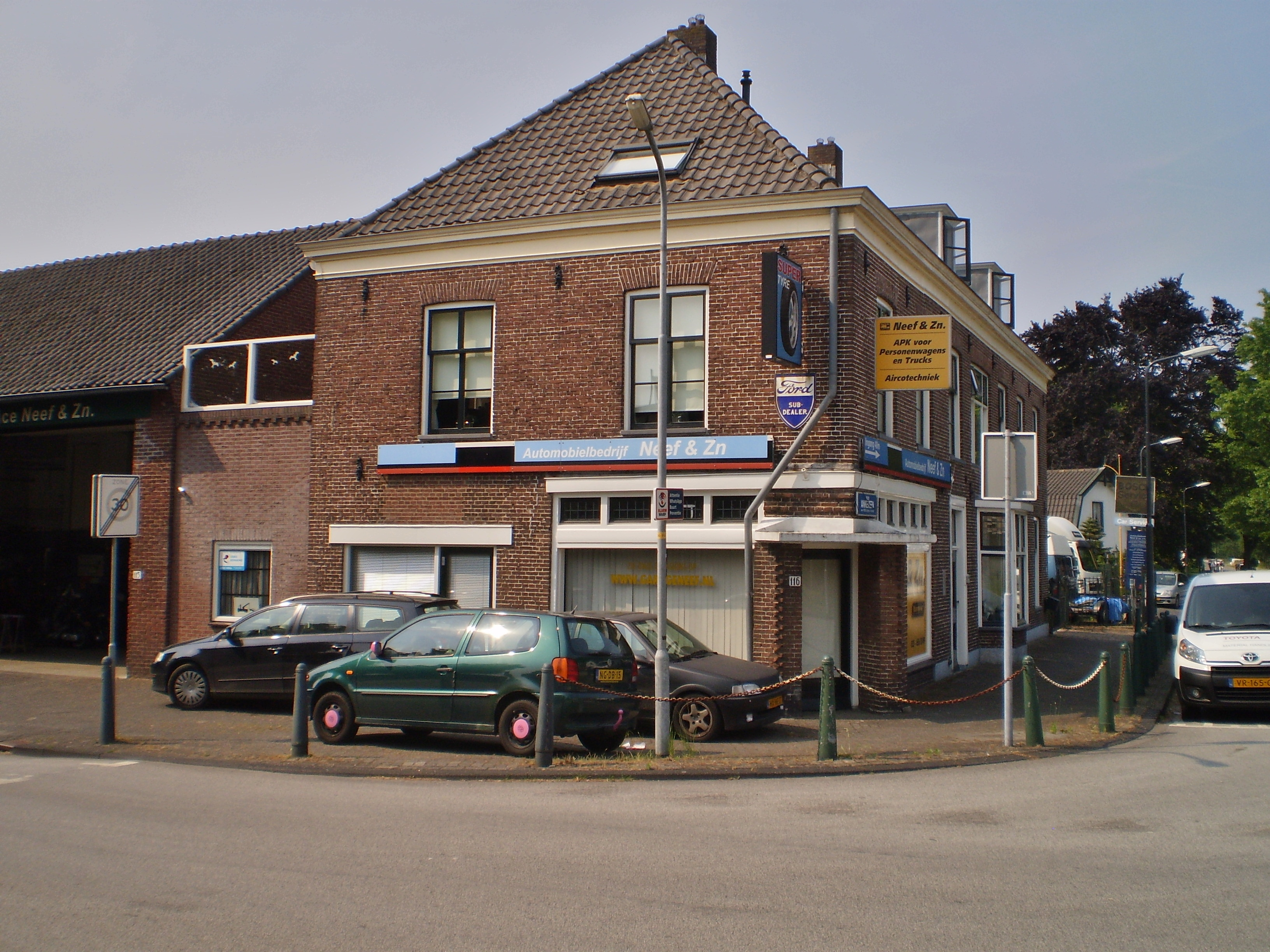
Сільський магазин